# ديف بيدفورد
ديف بيدفورد (بالإنجليزية: Dave Bedford)‏ هو لاعب كرة قدم أسترالية أسترالي، ولد في 29 أغسطس 1926 في Camberwell, Victoria ‏ في أستراليا، وتوفي في 25 أبريل 2017.

## وصلات خارجية
- ديف بيدفورد على موقع AustralianFootball.com (الإنجليزية)
- ديف بيدفورد على موقع AFLtables.com (الإنجليزية)